# Eda-Ines Etti
Eda-Ines Etti (Haapsalu, 26 de maio de 1981-) é uma cantora e celebridade estónia, também conhecida pela sua participação no Festival Eurovisão da Canção 2000, em Estocolmo. Ela representou a Estónia sob o nome abreviado de "Ines". A sua canção "Once in a Lifetime" terminou em quarto lugar. Ela esteve para representar novamente a Estónia em 2002, mas desistiu à ultima da hora, sendo substituída pela cantora sueca Sahlene.

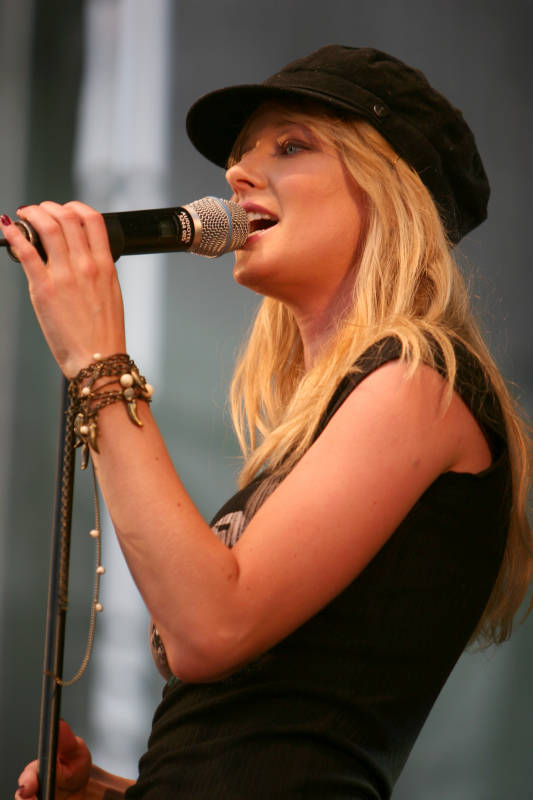
Ines cantando ao vivo em 2006.

O seu primeiro álbum em estónio 15 magamata ööd, foi lançado em 2004.
Ines lançou o seu quinto álbum de estúdio em 2005 Kas Kuuled Mind no final de novembro de 2009. O álbum inclui os singles "Ükskord", "Ja Sina", "Öine Linn" e "Äratatud hing".

## Vida pessoal
Ines teve uma relacionamento amoroso com Martin Saar - um controverso artista estoniano estabelecido em Nova Iorque até 2008. No final desse ano, ela começou a namorar com o modelo português Francisco d'Orey. Quando era jovem, ela namorou com o cantor de rock estónio Tanel Padar.

## Discografia

### Singles
- "Reason" - 1999
- "Once in a Lifetime" - 2000
- "Highway to Nowhere" - 2002
- "15 magamata ööd" - 2004
- "Kallis, kas sa tead" - 2004
- "Väike saatan" - 2004
- "Aarete saar" - 2005
- "Suvi on veel ees" - 2005
- "Must ja valge" - 2005
- "Ma ei tea, mis juhtuks" - 2005
- "Iseendale" - 2006
- "Ma ei tea" - June 2006
- "Lendan" - June 2006
- "In Good and Bad" - January 2007
- "Kustutame vead" - 2007
- "Keerlen" - 2008
- "Lõpuni välja" - 2008
- "Kus kulgeb kuu" - 2008
- "Ja sina" - 2009
- "Öine linn" - 2009
- "Ükskord" - 2009
- "Äratatud hing"- 2010

### Álbuns
- Here For Your Love - 2000
- 15 magamata ööd - November 2004
- Uus päev - December 2005
- Kustutame vead - December 2007
- Kas Kuuled Mind- November 2009